# Anca Rombescu
Anca Mihaela Rombescu (n. 15 septembrie 1985, în Turnu Severin) este o handbalistă română care joacă pentru clubul turcesc Kastamonu Belediyesi GSK pe postul de portar.

## Palmares
- Campionatul Turciei:
  -  Câștigătoare: 2011, 2015
  - Finalistă: 2009, 2010

- Cupa Turciei:
  -  Câștigătoare: 2009, 2010, 2015

- Cupa Challenge EHF:
  - Finalistă: 2006
  - Sfert-finalistă: 2007, 2008